# Chrysobothris sapphirina
Chrysobothris sapphirina es una especie de escarabajo del género Chrysobothris, familia Buprestidae. Fue descrita científicamente por Swartz en 1817.